# Будівля Управління Південно-Західної залізниці
Будівля Центральної залізниці — памʼятка архітектури, розташована в столиці Україні, у Шевченківському районі, на вулиці Лисенка, 6.

## Історія спорудження

Історична світлина будівля Управління залізниці

Цю відому будівлю в центрі Києва було побудовано у 1888—1889 роках.
На місці будинку Самонова, який розташовувався на перехресті вулиць Фундуклейської (нині — Богдана Хмельницького) та Театральної (нині — Миколи Лисенка) вже понад століття височить Управління залізниці.
Роботи зі спорудження цієї величної будівлі, що займає величезний квартал, почалися 26 квітня 1888 року. На об'єкті щодня працювали до тисячі чоловік. 19 липня 1889 року відбувся урочистий обряд освячення будівлі, створеної за проєктом архітекторів Олександра фон Гогена та Валер'яна Куликовського. Головним підрядчиком був Єрохін.
Будинок представляє собою три з'єднаних між собою флігелі з двома внутрішніми дворами, де колись розміщувалися фонтани вишуканих форм. Всі ліпнини були виконані у майстерні київського скульптора Єви Куликовської.
Цоколь виготовлений з граніту, завезеного з Волинської губернії, а стіни — з цегли виробництва київських заводів.
В середині будівлі налічувалося 194 приміщення, а довжина його коридорів перевищувала понад 1  кілометр. Площа всіх приміщень Управління становила 2248 сажнів² (або 4796,33 м²). Понад половини цієї площі займали кабінети для співробітників, а п'яту — сходові прольоти, коридори та інші господарські приміщення. Зал засідань на другому поверсі був збудований в стилі ренесансу, а кабінет начальника залізниці — в стилі Людовіка XVI.
Опалення здійснювалося за допомогою 200 печей. Дрова для них подавалися електричними підйомниками з підвалу, який розташовувався в одному з внутрішніх дворів. Освітлення приміщення було електричним і забезпечувалося власною електростанцією. Будівлю оснастили водопроводом, пожежними постами і каналізацією.
Будівельна вартість споруди становила 430 тисяч царських рублів без вартості садиби загальною площею 1000 квадратних сажнів (понад 2000 м²), яку придбали за 40 тисяч рублів. На той час оренда 1 м² площі по вулиці Миколи Лисенка коштувала 10 рублів 80 копійок. Щорічна експлуатаційна вартість споруди становила близько 20 тис. рублів. Проте вже на п'ятому році існування будівлі на його верхніх поверхах з'явилися тріщини загрозливих розмірів. У зв'язку з цим на посилення і реконструкцію фундаменту у 1899 році за проєктом архітектора Олександра Кобелева витрачено 12 тис. рублів. Зважаючи на рельєф вулиці, права частина реконструйованої споруди склала 4, а ліва — 5 поверхів.
Середня заробітна плата обслуговчого персоналу будівлі Управління Південно-Західної залізниці — механіка, слюсаря, двірника (усього 18 осіб) — становила 360 рублів на місяць. У 1904 році середня заробітна плата залізничника становила 300 рублів, а вартість гарячої або м'ясної страви в їдальні — 10-12 копійок, при цьому 5 копійок доплачувало Управління.

## Сучасний стан

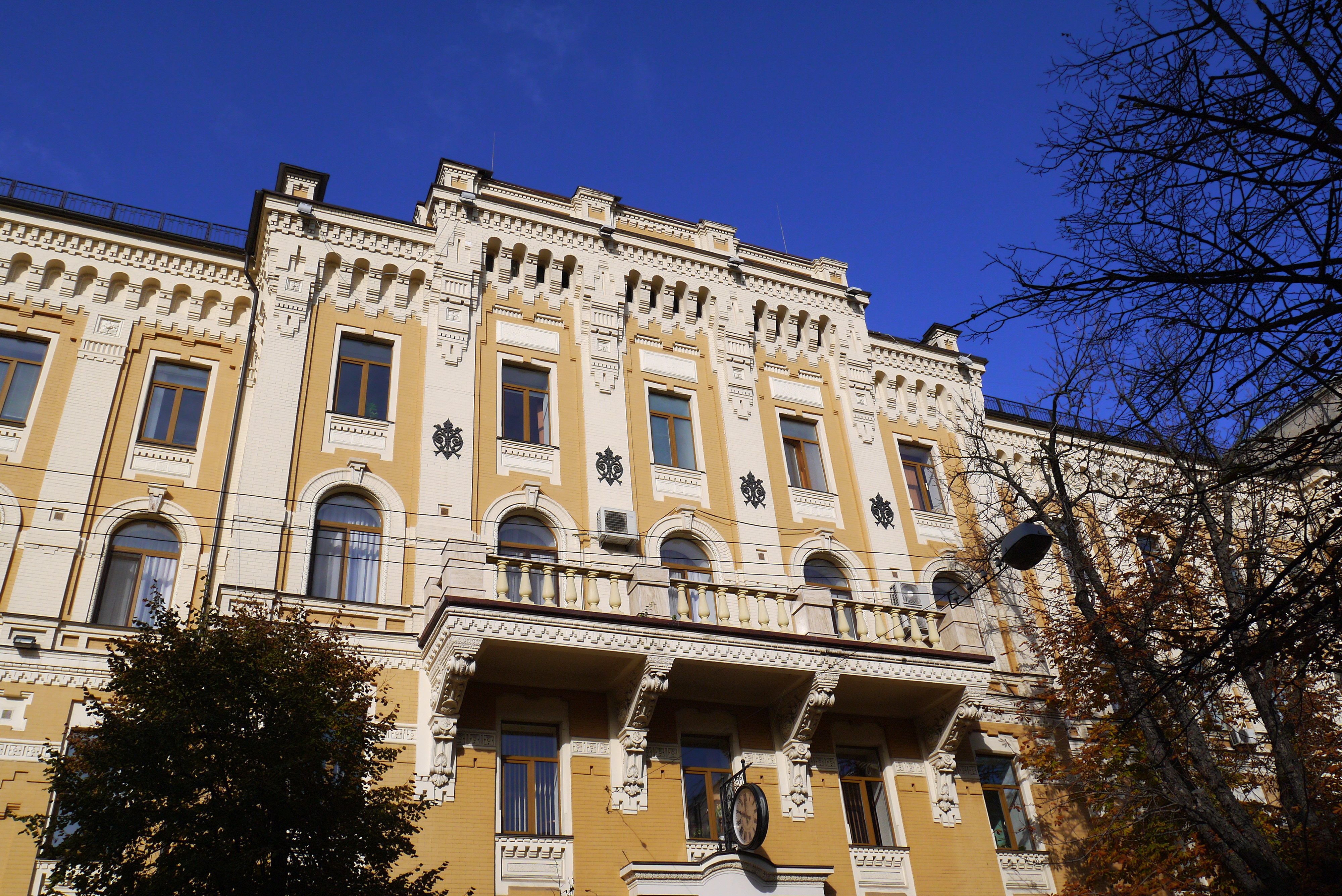
Будівля залізниці

У 1990–2000 роках у будівлі разом з Управлінням Південно-Західної залізниці знаходилася Державна адміністрація залізничного транспорту України.
Завдяки критим переходам, за адресою вул. Лисенка, 6, об'єднано декілька споруд. Увійшовши з вулиці Лисенка, є можливість вийти на вулицю Івана Франка, не виходячи назовні. З центрального входу будівлі сходи прикрашає картинна галерея колишніх начальників залізниці.

## Меморіальні дошки

Меморіальна дошка Сергію Вітте на будівлі Управління залізниці

На фасаді будинку Управління:
- 1962 року — відкрита мармурова меморіальна дошка (архітектор П. Є. Захарченко) більшовику, одному з керівників страйку службовців Південно-Західної залізниці 1905 року Олександру Шліхтеру, на якій працював статистиком у 1902—1906 роках.
- встановлено меморіальну дошку Глібу Кржижановському — члену Російської частини РСДРП, російському вченому, академіку АН УРСР, який працював тут у 1905—1906 роках.
- раніше була меморіальна дошка, що увіковічувала страйк залізничників у 1905 році.
- 2009 року встановлено меморіальну дошку Сергію Вітте[2].

## Видатні особи, що працювали в будівлі

Меморіальна дошка Георгію Кірпі

- Олександр Бородін — інженер, винахідник, начальник залізниці у 1889–1896 роках;
- Клавдій Немішаєв, державний діяч, начальник залізниці у 1896–1905 та 1906—1913 роках;
- Гліб Кржижановський — вчений (у 1903–1905 роках);
- Олександр Шліхтер — державний діяч (1902—1905);
- Петро Кривонос — начальник залізниці у 1953—1980 роках;

- ряд відомих інженерів — А. Абрагамсон, І. Хижняков та архітекторів — І. Бєляєв, О. Вербицький, З. Журоавський, О. Кобелєв, В. Куликовський, В. Риков, К. Остроградський.
- Георгій Кірпа — генеральний директор «Укрзалізниці» у 2000—2001 роках до переїзду у споруду Укрзалізниці на вулиці Тверській (з 2018 року — вулиця Єжи Ґедройця).